# 민주중보
민주중보(民主衆報)는 한국의 군정기 시기 창간된 부산 지역신문 일간지이다.

## 개요
1945년 8월 광복을 맞은 다음달 9월 1일 한글 신문 중보가 발행되었는데, 일제강점기 시기 일본어로 된 지역 일간지 부산일보에 근무하고 있던 이갑기등 한국인 종업원들이 부산일보의 변형판인 일본인 세화회보를 찍어 내는 한편 한글로 발행했다.
이 중보는 8.15 광복 직후 혼란기에 새소식을 전하는 부산 유일의 신문지였다. 중보는 9월 20일 '민주중보'로 제호 바뀐다.
이 신문은 1949년까지 발간되었다.